# Robert Jarociński
Robert Jarociński (ur. 8 maja 1976 w Toruniu) – polski aktor teatralny, filmowy, telewizyjny i dubbingowy.

## Życiorys
Syn opozycjonisty i menedżera Marka Jarocińskiego. Uczęszczał do VI LO im. Jana i Jędrzeja Śniadeckich w Bydgoszczy, przez pewien czas studiował politologię na Wyższej Szkole Pedagogicznej w Bydgoszczy. Absolwent warszawskiej Akademii Teatralnej (2002). Od 2002 aktor Teatru Narodowego w Warszawie. Jego żoną jest aktorka Monika Węgiel.

## Spektakle teatralne

### Akademia Teatralna w Warszawie
- Sen nocy letniej jako Oberon (reż. Jan Englert) (2001)
- Love (reż. Andrzej Strzelecki) (2002)
- A wódki nie starczy… (reż. Tomasz Grochoczyński, Cezary Morawski) (2002)
- Życie jest snem jako Segismundo (reż. Reda Haddad) (2010)

### Teatr Narodowy w Warszawie
- Kurka wodna jako Mieczysław Walpurg (reż. Jan Englert) (2002)
- Operetka jako Lajkonik/Witkac (reż. Jerzy Grzegorzewski) (2003)
- Hamlet Stanisława Wyspiańskiego jako Laertes (reż. Jerzy Grzegorzewski) (2003)
- 2 maja jako Kamil Mrozowski (reż. Agnieszka Glińska) (2004)
- Kopciuch jako Elektryk/Dźwiękowiec (reż. Will Pommerantz) (2004)
- Ryszard II jako lord Willoughby (reż. Andrzej Seweryn) (2004)
- Kosmos jako Tolo (reż. Jerzy Jarocki) (2005)
- On. Drugi powrót Odysa jako żołnierz, Zalotnik (reż. Jerzy Grzegorzewski) (2005)
- Miłość na Krymie jako Drugi (reż. Jerzy Jarocki) (2007)
- Stara kobieta wysiaduje jako Zamiatacz II (reż. Stanisław Różewicz) (2007)
- Opowiadania dla dzieci (reż. Piotr Cieplak) (2007)
- Iwanow jako Gość (reż. Jan Englert) (2008)
- Ifigenia jako Patrokles (reż. Antonina Grzegorzewska) (2008)
- Marat / Sade jako człowiek z listem (reż. Maja Kleczewska) (2009)
- Balladyna jako żołnierz/Chrząszcz z Jemioły (reż. Artur Tyszkiewicz) (2009)
- Księżniczka na opak wywrócona jako Fisberto książę Mediolanu (reż. Jan Englert) (2010)
- Oresteja jako Agistos (reż. Maja Kleczewska) (2012)
- Bezimienne dzieło jako Flowers (reż. Jan Englert) (2013)
- Zbójcy jako Herman/Kosinski (reż. Michał Zadara) (2014)
- Fortepian pijany (reż. Marcin Przybylski) (2014)
- Królowa śniegu (reż. Piotr Cieplak) (2015)
- Opowiadanie brazylijskie jako porucznik Dzióbek (reż. Marcin Hycnar) (2015)
- Kordian (reż. Jan Englert) (2015)

### Teatr Telewizji
- Adwokat i róże jako młodzieniec (reż. Jan Englert) (2004)
- Kosmos jako Tolo (reż. Jerzy Jarocki) (2006)
- Słowo honoru jako prokurator (reż. Krzysztof Zaleski) (2007)
- Oskarżeni. Śmierć sierżanta Karosa Scena Faktu (reż. Stanisław Kuźnik) (2007)
- Hamlet Stanisława Wyspiańskiego jako Laertes (reż. Jerzy Grzegorzewski, reż. tv. Jan Englert) (2008)
- Opowiadania dla dzieci (reż. Piotr Cieplak) (2009)
- Miłość na Krymie jako Drugi (reż. Jerzy Jarocki, reż. tv. Jan Englert) (2014)

## Filmografia
Debiutem serialowym była rola Koszykarza w Zostać miss. Na dużym ekranie debiutował w 2002 roku rolą Staszka Gipsona w Superprodukcji Juliusza Machulskiego.
- Zostać miss jako koszykarz (reż. Wojciech Pacyna) (2001)
- Superprodukcja jako Staszek Gipson (reż. Juliusz Machulski) (2002)
- M jak miłość jako Maciek (2004–2007)
- Kryminalni jako harcerz (odc. 22); (2005)
- Egzamin z życia jako Adam Karpiński (2006–2007)
- Pensjonat pod Różą jako Zbigniew Pająk (2006)
- Generał polskich nadziei... (Władysław Anders 1892-1970) jako generał Władysław Anders (reż. Hanna Kramarczuk) (2007)
- Tajemnica Alberta jako Albert (reż. Wojciech Solarz) (2008)
- Na dobre i na złe jako doktor Krzysztof (2009)
- Na Wspólnej jako Sebastian Petrus (2010–2011)
- Wiadomości z drugiej ręki jako człowiek Skowrońskiej (2011)
- Norbert Juras i syn (reż. Wojciech Solarz) (2011)
- Odwyk jako minister Barański (reż. Krzysztof Jankowski) (2011)
- Ranczo jako Vito, były narzeczony Franceski (2012)
- Big Love jako przystojniak (reż. Barbara Białowąs) (2012)
- Prawo Agaty jako adwokat (odc. 33 i 43) (2013)
- Ojciec Mateusz jako Kamil Hanisz (odc. 131) (2013)
- Czas honoru jako Ciastoń, agent UB (odc. 66 i 67) (2013)
- Ambassada jako Julek (reż. Juliusz Machulski) (2013)
- Bobry jako Kosiarz (reż. Hubert Gotkowski) (2014)
- Przyjaciółki jako ochroniarz w biurowcu (odc. 40) (2014)
- Świat według Kiepskich jako:
  - Archanioł Gabriel (odc. 559, 588-589) (2019, 2022–2023),
  - Strzygbusters (odc. 568) (2021)
- Korona królów Jagiellonowie jako Zawisza Czarny z Garbowa (2023–2024)

## Dubbing
- Najnowsze wydanie jako Tata Amandy (reż. Miriam Aleksandrowicz) (2008)
- Potwory i piraci jako Zorion (reż. Piotr Kozłowski) (2008)
- Blanka jako Piniek (reż. Piotr Kozłowski) (2008)
- Mia i Migunki (reż. Miriam Aleksandrowicz) (2008)
- Gothic 3: Zmierzch bogów (2008)
- Ijon Tichy – gwiezdny podróżnik (2008)
- Killzone 2 (2009)
- InFamous jako Brandon (2009)
- Huntik: Łowcy tajemnic (reż. Jerzy Dominik) (2009)
- Magiczna uliczka jako Klik (reż. Piotr Kozłowski) (2009)
- Renifer Niko ratuje święta jako Grzmot (reż. Cezary Morawski) (2009)
- Supa Strikas: Piłkarskie rozgrywki (reż. Andrzej Mastalerz, Jerzy Dominik i Artur Kaczmarski) (2009)
- Avengers: Potęga i moc jako Steve Rogers/Kapitan Ameryka (reż. Artur Tyszkiewicz) (2010)
- StarCraft II: Wings of Liberty jako Artanis/Zjawa/Thor/Wiking/PSI OPS/Orlan (2010)
- Hot Wheels: Battle Force 5 jako Tors-10 (reż. Dariusz Dunowski) (2010)
- Heavy Rain jako Troy (reż. Cezary Morawski) (2010)
- League of Legends jako Renekton (2011)
- Magiczny duet 2 jako Thantos DuBaer (reż. Artur Tyszkiewicz) (2011)
- Dwiedźmy jako Thantos DuBaer (reż. Artur Tyszkiewicz) (2011)
- Rio (reż. Piotr Kozłowski) (2011)
- Moja niania jest wampirem jako Ross Morgan (reż. Artur Tyszkiewicz) (2011)
- Zielony patrol (reż. Jerzy Dominik) (2011)
- MotorStorm jako Cutter (2011)
- Ratchet & Clank: 4 za Jednego jako strażnik (2011)
- Epoka lodowcowa: Mamucia gwiazdka jako ochroniarz Mikołaja (reż. Piotr Kozłowski) (2011)
- Ognisty podmuch (reż. Miriam Aleksandrowicz) (2011)
- Risen 2: Mroczne wody (reż. Jacek Jarzyna) (2012)
- Slugterra jako Kord Zane (reż. Grzegorz Drojewski) (2012)
- Pokémon: Czerń i Biel – Ścieżki przeznaczenia jako Ridley (reż. Adam Łonicki) (2012)
- Kopciuszek. Inna historia jako Barbazul (reż. Marek Robaczewski) (2012)
- Asterix i Obelix: W służbie Jej Królewskiej Mości jako Olaf Zastafson (reż. Marek Robaczewski) (2012)
- Piraci! jako Czarnobrody (reż. Marek Robaczewski) (2012)
- Blog na cztery łapy jako Stan (reż. Łukasz Lewandowski i Artur Kaczmarski) (2012)
- Taniec rządzi jako Phil (reż. Artur Kaczmarski) (2012)
- The Last of Us jako Tommy (2013)
- Tajemnica zielonego królestwa jako Ronin (reż. Jerzy Dominik) (2013)
- Avengers: Zjednoczeni jako Tony Stark/Iron Man (reż. Maciej Kowalski i Grzegorz Drojewski) (2013)
- Hulk i agenci M.I.A.Z.G.I. jako Tony Stark/Iron Man (reż. Maciej Kowalski i Grzegorz Drojewski) (2013)
- Czarodzieje kontra Obcy jako Varg (reż. Leszek Zduń) (2013)
- Oddział specjalny jako Wielki Obrońca (reż. Agnieszka Zwolińska) (2014)
- Hearthstone: Heroes of Warcraft jako Druid Szponów (2014)
- Cloud 9 jako Sebastian Swift (reż. Artur Tyszkiewicz) (2014)
- X-Men: Przeszłość, która nadejdzie jako William Stryker (reż. Jerzy Dominik) (2014)
- Kroniki Xiaolin jako Salvador Cumo (reż. Artur Kaczmarski) (2014)
- Strażnicy Galaktyki jako Groot (reż. Waldemar Modestowicz) (2014)
- InFamous: Second Son (2014)
- Disney Infinity 2.0: Marvel Super Heroes jako Tony Stark/Iron Man (2014)
- Noc żywego Freda (reż. Agata Gawrońska-Bauman) (2014)
- Scooby-Doo!: Pora księżycowego potwora jako Clark Sporkman (reż. Agata Gawrońska-Bauman) (2015)
- Lassie i przyjaciele jako szop Looper (reż. Dorota Kawęcka) (2015)
- Nowe przygody Piotrusia Pana jako kapitan Hak (reż. Dorota Kawęcka) (2015)
- Turbo Fast jako Ciężki (reż. Agata Gawrońska-Bauman) (2015)
- Star Wars: Opowieści Droidów jako Mace Windu (reż. Agnieszka Zwolińska) (2015)
- Wiedźmin 3: Serca z kamienia jako Hans z Cidaris (reż. Michał Konarski) (2015)
- Rise of the Tomb Raider jako Konstantin (2015)
- Gwiezdne wojny: Przebudzenie Mocy (reż. Waldemar Modestowicz) (2015)
- Game Shakers. Jak wydać grę? jako Ruthless (reż. Agata Gawrońska-Bauman) (2016)
- Zwierzogród jako Fenek (reż. Wojciech Paszkowski) (2016)
- Strażnicy Galaktyki jako Groot (reż. Tomasz Robaczewski i Łukasz Lewandowski) (2016)
- Dinotrux jako D-Structs (2016)
- X-Men: Apocalypse jako William Stryker (reż. Jerzy Dominik) (2016)
- Wojownicze żółwie ninja: Wyjście z cienia jako Shredder (reż. Grzegorz Drojewski) (2016)
- BFG: Bardzo Fajny Gigant jako Mięchospust (reż. Marek Robaczewski) (2016)
- Pies, który uratował lato jako Apollo (2016)
- Matka i córka: Droga do marzeń (reż. Artur Kaczmarski) (2016)
- Legion samobójców (reż. Marek Robaczewski) (2016)
- Powrót na Dziki Zachód jako Buck (reż. Andrzej Chudy) (2016)
- Szkolny poradnik przetrwania jako Gordy (2016)
- Lego Bionicle: Droga do jedności jako Pohatu (reż. Agnieszka Zwolińska) (2016)
- Biuro Detektywistyczne Lassego i Mai. Stella Nostra jako Tony (reż. Leszek Zduń) (2016)
- Lego Star Wars: Przygody Freemakerów jako Darth Vader (2016)
- Akademia Skylanders jako Ka-Boom (reż. Miriam Aleksandrowicz i Leszek Zduń) (2016)
- Jazda jako Rudy Bridges (2016)
- Lego Batman: Film (reż. Agnieszka Zwolińska) (2017)
- Zhu Zhu jako Wilfred P. Kerdle (reż. Marek Robaczewski) (2017)
- Strażnicy Galaktyki vol. 2 jako Mały Groot (reż. Waldemar Modestowicz) (2017)
- DC Super Hero Girls: Galaktyczne igrzyska jako ambasador Bek (reż. Andrzej Chudy) (2017)
- Rocket i Groot jako Groot (2017)
- Mała Wielka Stopa jako agent z wąsami (reż. Artur Kaczmarski) (2017)
- Valerian i miasto tysiąca planet jako major Gibson (reż. Marek Robaczewski) (2017)
- Lego Ninjago: Film (reż. Agnieszka Zwolińska) (2017)
- Big Mouth jako Potwór Hormon (reż. Jan Aleksandrowicz-Krasko) (2017)
- Lego Marvel Super Heroes: Avengers Reassembled jako Tony Stark / Iron Man (2017)
- Pierwsza gwiazdka jako Tadeusz (reż. Marek Robaczewski) (2017)
- Czarna Pantera jako Starszy (reż. Waldemar Modestowicz) (2018)
- Mowgli: Legenda dżungli jako Shere Khan (reż. Joanna Węgrzynowska) (2018)

## Nagrody i odznaczenia
- Medal „Pro Memoria” (2008) przyznawany przez Kierownika Urzędu do spraw Kombatantów i Osób Represjonowanych za „wybitne zasługi w utrwalaniu pamięci o ludziach i czynach w walce o niepodległość Polski podczas II wojny światowej i po jej zakończeniu” za udział w filmie „Generał polskich nadziei. Władysław Anders 1892-1970)”[2]
- Gdynia 2009 – 34. Festiwal Polskich Filmów Fabularnych – Konkurs Kina Niezależnego – nagroda za rolę w filmie Tajemnica Alberta
- Zawiercie 2009 – 2. Festiwal Polskich Filmów Niezależnych – wyróżnienie za kreację aktorską w filmie Tajemnica Alberta
- Trzy Korony - Małopolska Nagroda Filmowa 2015 – I miejsce za scenariusz filmu fabularnego pt. „Turnus"